# Nogometni Klub Bravo
Il Nogometni Klub Bravo meglio noto come Bravo, è una società calcistica slovena con sede nella città di Lubiana.
Dalla stagione 2019-2020 milita nella Prva slovenska nogometna liga, la massima divisione del campionato sloveno.

## Statistiche e record

### Statistiche nelle competizioni UEFA
Tabella aggiornata alla stagione 2024-2025.
| Competizione           | Partecipazioni | G | V | N | P | RF | RS |
| ---------------------- | -------------- | - | - | - | - | -- | -- |
| UEFA Conference League | 1              | 4 | 2 | 0 | 2 | 4  | 4  |

## Palmarès

### Competizioni nazionali
- Druga slovenska nogometna liga: 1

2018-2019
- Tretja slovenska nogometna liga: 1

2016-2017 (girone centro)

### Competizioni giovanili
- Gallini World Cup: 1

2011

### Altri piazzamenti
- Coppa di Slovenia:

Finalista: 2021-2022
Semifinalista: 2024-2025

## Organico

### Rosa 2025-2026
Aggiornata al 25 luglio 2025.
| N. |                               | Ruolo | Calciatore          |
| -- | ----------------------------- | ----- | ------------------- |
| 3  | Germania (bandiera)           | D     | Christalino Atemona |
| 6  | Slovenia (bandiera)           | C     | Beno Selan          |
| 7  | Slovenia (bandiera)           | A     | Aldin Jakupović     |
| 8  | Slovenia (bandiera)           | C     | Sandi Nuhanović     |
| 10 | Slovenia (bandiera)           | C     | Martin Pečar        |
| 11 | Rep. Centrafricana (bandiera) | A     | Vénuste Baboula     |
| 13 | Slovenia (bandiera)           | P     | Uroš Likar          |
| 15 | Slovenia (bandiera)           | A     | Matej Poplatnik     |
| 17 | Slovenia (bandiera)           | A     | Matic Ivanšek       |
| 21 | Slovenia (bandiera)           | C     | Lan Stravs          |
| 23 | Comore (bandiera)             | D     | Kenan Toibibou      |

| N. |                     | Ruolo | Calciatore                         |
| -- | ------------------- | ----- | ---------------------------------- |
| 24 | Slovenia (bandiera) | D     | Gasper Jovan                       |
| 30 | Slovenia (bandiera) | A     | Jakoslav Stanković (vice-capitano) |
| 35 | Slovenia (bandiera) | A     | Rok Kopatin                        |
| 40 | Nigeria (bandiera)  | C     | Victor Gidado                      |
| 50 | Serbia (bandiera)   | D     | Nemanja Jakšić (capitano)          |
| 73 | Croazia (bandiera)  | P     | Borna Buljan                       |
|    | Slovenia (bandiera) | P     | Luka Dakić                         |
|    | Slovenia (bandiera) | D     | Leo Jušić                          |
|    | Slovenia (bandiera) | D     | Lan Hribar                         |
|    | Croazia (bandiera)  | C     | Marin Baturina                     |
|    | Slovenia (bandiera) | A     | Vid Hojć                           |

### Staff tecnico
- Allenatore:  Ales Arnol
- Vice-Allenatore:  Nik Salaj
- Preparatore dei portieri: ?
- Preparatore atletico: ?
- Medico sociale: ?
- Fisioterapista: ?
- Massaggiatore: ?